# Allium darwasicum
Allium darwasicum är en amaryllisväxtart som beskrevs av Eduard August von Regel. Allium darwasicum ingår i släktet lökar, och familjen amaryllisväxter. Inga underarter finns listade i Catalogue of Life.